# The Rolling Stones 1st British Tour 1964
The Rolling Stones 1st British Tour 1964 es una serie de conciertos musicales realizados por la banda en Inglaterra entre las fechas de 6 de enero de 1964 y el 27 de enero de 1964 en los que realizaron 28 shows por ese país.

## Miembros que componen la banda
- Mick Jagger voz, armónica
- Keith Richards guitarra
- Brian Jones guitarra
- Bill Wyman bajo
- Charlie Watts batería

## Fechas de la gira

### Inglaterra
- 06/01/1964  Granada Theatre, Harrow-on-the-Hill
- 07/01/1964  Adelphi Theatre, Slough
- 08/01/1964  Granada Theatre, Maidstone
- 09/01/1964  Granada Theatre, Kettering
- 10/01/1964  Granada Theatre, Walthamstow
- 12/01/1964  Granada Theatre, Tooting
- 14/01/1964  Granada Theatre, Mansfield
- 15/01/1964  Granada Theatre, Bedford
- 19/01/1964  Coventry Theatre, Coventry
- 20/01/1964  Granada Theatre, Woolwich
- 21/01/1964  Granada Theatre, Aylesbury
- 22/01/1964  Granada Theatre, Shrewsbury
- 26/01/1964  De Montfort Hall, Leicester
- 27/01/1964  Colston Hall, Bristol

- Datos: Q4281654